# Jérémy Cabot
Jérémy Cabot (Troyes, 24 juli 1991) is een Frans wielrenner. In 2019 won hij Parijs-Troyes.

## Palmares
2018
Bergklassement Ronde van de Limousin-Nouvelle-Aquitaine
2019
Parijs-Troyes

## Resultaten in voornaamste wedstrijden
| Jaar | Ronde van Italië | Ronde van Frankrijk | Ronde van Spanje |
| ---- | ---------------- | ------------------- | ---------------- |
| 2020 |                  |                     |                  |
| 2021 |                  | 132e                |                  |
| 2022 |                  |                     |                  |
| 2023 |                  |                     |                  |

| Jaar | Luik-Bast.‑Luik | Ronde van Lombardije | Waalse Pijl | Parijs-Tours |
| ---- | --------------- | -------------------- | ----------- | ------------ |
| 2020 |                 |                      |             | opgave       |
| 2021 |                 |                      |             |              |
| 2022 | opgave          |                      | 38e         |              |
| 2023 |                 | 49e                  |             |              |

## Ploegen
- 2017 –  Roubaix-Lille Métropole
- 2018 –  Roubaix-Lille Métropole
- 2020 –  Total Direct Energie
- 2021 –  Total Direct Energie
- 2022 –  Team TotalEnergies
- 2023 –  TotalEnergies
- 2024 –  Saint Michel-Mavic-Auber 93

Boasson Hagen · Bodnar · Bonifazio · Burgaudeau · Cabot · de la Parte · Doubey · Dujardin · Ferron · Geniez (tot 31/5) · Grellier · Jousseaume · Latour · Lawless · Manzin · Oss · Ourselin · Rodríguez · J. Sagan · P. Sagan · Simon · Soupe · Terpstra · Turgis · Van Gestel · Vuillermoz · Devanne (stagiair) · Vercher (stagiair)
Boasson Hagen · Bodnar · Bonnet · Burgaudeau · Cabot · Cras · de la Parte · Doubey · Dujardin · Ferron · Grellier · Jeannière · Jousseaume · Latour · Manzin · Oss · Ourselin · Sagan · Simon · Soupe · Tesson · Turgis · Van Gestel · Vercher · Vuillermoz · Boniface (stagiair) · Cialone (stagiair) · Grolier (stagiair)